# Liste der Kreisstraßen im Landkreis Erding
Die Liste der Kreisstraßen im Landkreis Erding ist eine Auflistung der Kreisstraßen im bayerischen Landkreis Erding mit deren Verlauf. 

## Abkürzungen
- EBE: Kreisstraße im Landkreis Ebersberg
- ED: Kreisstraße im Landkreis Erding
- FS: Kreisstraße im Landkreis Freising
- LA: Kreisstraße im Landkreis Landshut
- MÜ: Kreisstraße im Landkreis Mühldorf am Inn
- St: Staatsstraße in Bayern

## Liste
Nicht vorhandene bzw. nicht nachgewiesene Kreisstraßen werden in Kursivdruck gekennzeichnet, ebenso Straßen und Straßenabschnitte, die unabhängig vom Grund (Herabstufung zu einer Gemeindestraße oder Höherstufung) keine Kreisstraßen mehr sind.
Der Straßenverlauf wird in der Regel von Nord nach Süd und von West nach Ost angegeben.
| Nr. ED | Verlauf |
| ------ | --- |
| ED 1   | St 2082 in Fraunberg – ED 15 – Edersberg – ED 26 – Hienraching – Riemading – St 2330 – Niederstraubing – Krottenthal – Amelgering – ED 31 – |
| ED 2   | St 2331 in Berglern – Manhartsdorf – Pesenlem – Wartenberg – St 2082 – Schachtelberg-West – ED 26 – Schachtelberg-Ost – Schweiger – Kirchberg – Halberstätt – St 2330 – Thal – Froschbach – Burgharting – Landkreisgrenze – (LA 17 im Landkreis Landshut) |
| ED 4   | St 2080 – Wörth – Kirchötting – Hörlkofen – St 2331 – ED 14/ED 20 in Walpertskirchen |
| ED 5   | St 2084 – St 2584 – ED 30 – Schwaig – Oberding – ED 9 – Notzing – ED 7 – Moosinning – Niederneuching – St 2082 – Oberneuching – St 2580 – St 2080 |
| ED 6   | – Pullach – Siggenberg – Karlsdorf – St 2331 in Forstern |
| ED 7   | (FS 17 im Landkreis Freising) – Naturschutzgebiet Notzingermoos – Notzing – ED 5 – Aufkirchen – Erding-Südost |
| ED 8   | St 2331 – Ötz – St 2332 |
| ED 9   | ED 5 in Oberding – Niederding – St 2084/St 2580 |
| ED 10  | St 2086 – Steidelstetten – Buchschachen – Lichtenweg – Landkreisgrenze – (MÜ 43 im Landkreis Mühldorf am Inn) |
| ED 11  | St 2082 in Neufinsing – Finsing – Landkreisgrenze – (EBE 18 im Landkreis Ebersberg) |
| ED 12  | St 2084 – Seeon – Matzbach – Niedergeislbach – Brandlengdorf – ED 14 – Lengdorf – ED 16 – Wimpasing – Steingassen – St 2086 in Isen |
| ED 13  | (LA 8 im Landkreis Landshut) – Landkreisgrenze – Wambach – Numberg – ED 29 – Geislbach – Überkam – Hubenstein – Moos – Moosen (Vils) – ED 26 – Johannrettenbach – Kalling – Jakobrettenbach – Granting – St 2086 in Hampersdorf |
| ED 14  | St 2331 – Wattendorf – Ringelsdorf – Walpertskirchen – ED 4 – ED 20 – Neufahrn – Lengdorf – ED 12 |
| ED 15  | ED 1 – Maria Thalheim – Loodermoos – Ferteln – Eschlbach – Übermiething – ED 27 – Maierklopfen – St 2084 |
| ED 16  | ED 12 Lengdorf – Kopfsburg – St 2086 |
| ED 18  | St 2086 – Lappach – (Sankt Wolfgang) |
| ED 19  | (FS 13 im Landkreis Freising) – Landkreisgrenze – ED 24 – Gaden – St 2580 – St 2084 – Eitting – St 2084 in Erding |
| ED 20  | St 2082 in Reichenkirchen – Frankendorf – Grucking – Unterstrogn – Belleville – Bockhorn – ED 27 – Mauggen – Neumauggen – St 2084 – Windshub – Operding – Walpertskirchen – ED 14 – ED 4 – Hallnberg – Hammersdorf – Tannenhof – Herweg – Buch am Buchrain – St 2332 – Mitterbuch – Oberbuch – Neuharting – Pemmering – St 2086 – Mittbach – Fleck – Fahmbach – Landkreisgrenze – (MÜ 53 im Landkreis Mühldorf am Inn) |
| ED 21  | – Klaus – Wernhardsberg – ED 22 – Landkreisgrenze – (MÜ 29 im Landkreis Mühldorf am Inn) – Landkreisgrenze – Hilgen am Weg – Schönbrunn – Landkreisgrenze – (MÜ 29 im Landkreis Mühldorf am Inn) |
| ED 22  | in Armstorf – Fürth – Aichmühle – Mitterschiltern – Sankt Colomann – Hinterberg – Geigersöd – Gassen – ED 21 |
| ED 23  | St 2086 in Isen – Berging – Thonbach – Scheideck – Pyramoos – Landkreisgrenze – (MÜ 35 im Landkreis Mühldorf am Inn) |
| ED 24  | ED 19 – St 2331 |
| ED 25  | (zur LA 59 im Landkreis Landshut) – Landkreisgrenze – Winkl – Gebensbach – Glockshub – ED 26 – Loiperstätt – Altweg – Grüntegernbach – St 2084 – Hub – Wasentegernbach – St 2086 in Schwindkirchen |
| ED 26  | ED 2 – Itzling – ED 1 – Hienraching – ED 28 – Steinkirchen – Kögning – Eldering – Taufkirchen – Wetzling – Johannrettenbach – ED 13 – Fürstbach – ED 25 – Adlstraß – Solling – Landkreisgrenze – (MÜ 49 im Landkreis Mühldorf am Inn) |
| ED 27  | ED 20 in Bockhorn – Bergarn – Haselbach – Maierklopfen – ED 15 – Hörgersdorf – Oberhofkirchen – Unterhofkirchen – Permering – Angerskirchen – in Babing |
| ED 28  | St 2330 in Hofstarring – Steinkirchen – ED 26 – Sillading – Großwimpasing – Inning am Holz – in Hienraching |
| ED 29  | in Hohenpolding – ED 31 – Reinting – Bach – ED 13 |
| ED 30  | (FS 11 im Landkreis Freising) – Flughafen München – Landkreisgrenze – ED 5 in Schwaig |
| ED 31  | ED 26 – Krumbach – ED 1 – Ramperting – Reit – Hohenpolding – ED 29 |